# 亨利二十世 (羅伊斯-格賴茨)
亨利二十世（德語：Heinrich XX.，1794年6月29日—1859年11月8日），羅伊斯-格賴茨親王，1836年至1859年在位。

## 家庭
1839年，亨利與黑森-洪堡的卡羅琳結婚，兩人共有3子2女：
- 赫爾敏公主（1840年—1890年）
- 亨利二十一世（1844年—1844年），夭折
- 亨利二十二世（1846年—1902年）
- 亨利二十三世（1848年—1861年），早逝
- 瑪麗公主（1855年—1909年）